# Liste der Baudenkmäler in Auerbach (Landkreis Deggendorf)

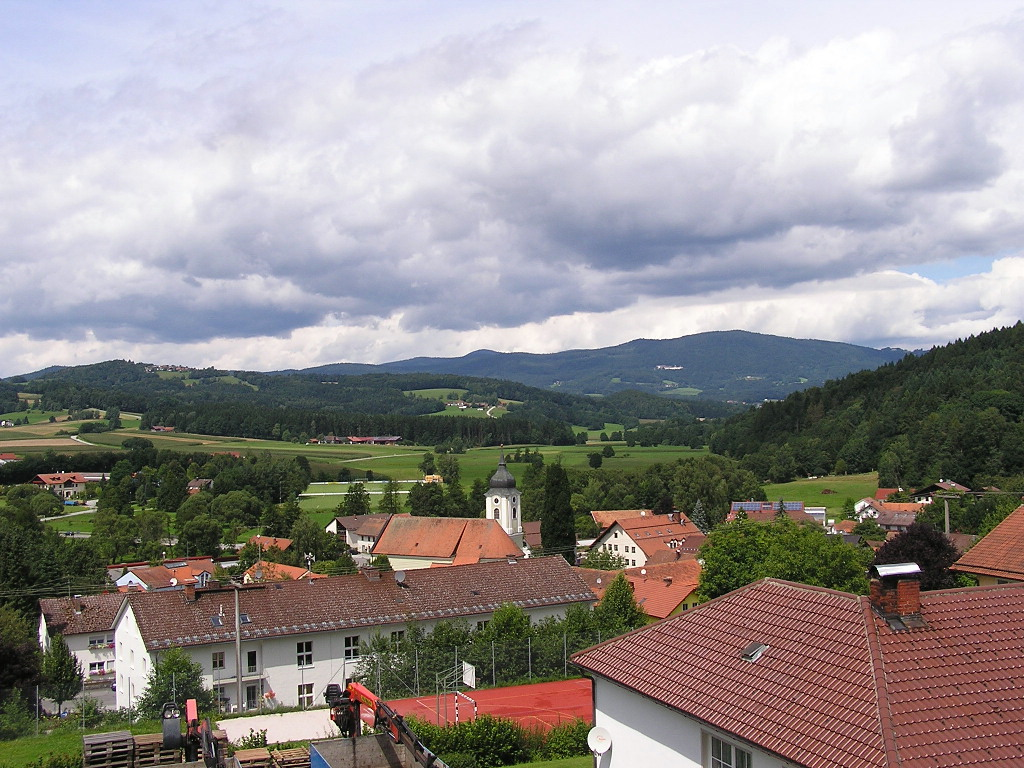
Blick auf Auerbach in Niederbayern

Auf dieser Seite sind die Baudenkmäler in der niederbayerischen Gemeinde Auerbach zusammengestellt. Diese Tabelle ist eine Teilliste der Liste der Baudenkmäler in Bayern. Grundlage ist die Bayerische Denkmalliste, die auf Basis des Bayerischen Denkmalschutzgesetzes vom 1. Oktober 1973 erstmals erstellt wurde und seither durch das Bayerische Landesamt für Denkmalpflege geführt wird. Die folgenden Angaben ersetzen nicht die rechtsverbindliche Auskunft der Denkmalschutzbehörde.

## Baudenkmäler nach Ortsteilen

### Auerbach
| Lage                      | Objekt                                                 | Beschreibung | Akten-Nr.             | Bild                                                   |
| ------------------------- | ------------------------------------------------------ | --- | --------------------- | ------------------------------------------------------ |
| Hauptstraße 6 (Standort)  | Pfarrhaus                                              | Zweigeschossiger Walmdachbau mit farbiger Putzgliederung, bezeichnet mit „1698“                                                   | D-2-71-113-1 Wikidata | Pfarrhaus                                              |
| Hauptstraße 10 (Standort) | Katholische Pfarrkirche Sankt Pankratius und Margareta | Barocker Saalbau mit eingezogenem Chor und nördlichem Kuppeldachturm, Anfang 18. Jahrhundert, um 1760 verlängert; mit Ausstattung | D-2-71-113-2 Wikidata | Katholische Pfarrkirche Sankt Pankratius und Margareta |

### Alperting
| Lage                   | Objekt      | Beschreibung | Akten-Nr.             | Bild |
| ---------------------- | ----------- | --- | --------------------- | ---- |
| Alperting 8 (Standort) | Vierseithof | Bauernhaus, zweigeschossiger, teilweise ausgemauerter Blockbau mit Flachsatteldach, Trauf- und Giebelschrot, zweite Hälfte 18. Jahrhundert Stallstadel, massiver bzw. hölzerner Satteldachbau, im Kern Mitte 19. Jahrhundert Stadel, eintenniger hölzerner Satteldachbau mit nördlichem Halbwalm, Ende 18. Jahrhundert Remise, massiver Walmdachbau, 18./19. Jahrhundert | D-2-71-113-3 Wikidata | BW   |

### Berging
| Lage                  | Objekt                            | Beschreibung | Akten-Nr.              | Bild |
| --------------------- | --------------------------------- | --- | ---------------------- | ---- |
| Berging 1 (Standort)  | Wohnstallhaus eines Dreiseithofes | Flachsatteldachbau mit Blockbau-Obergeschoss und Giebelschrot, im Kern Ende 18. Jahrhundert, teilweise erneuert | D-2-71-113-4 Wikidata  | BW   |
| In Berging (Standort) | Pestsäule                         | Granitsäule mit Laternenaufsatz, bezeichnet „1645“                                                              | D-2-71-113-34 Wikidata | BW   |

### Grubhof
| Lage                 | Objekt                   | Beschreibung | Akten-Nr.             | Bild |
| -------------------- | ------------------------ | --- | --------------------- | ---- |
| Grubhof 1 (Standort) | Ehemaliges Wohnstallhaus | Flachsatteldachbau mit Blockbau-Obergeschoss, zweiseitig umlaufendem Schrot und Hochschrot, zweite Hälfte 18. Jahrhundert Stallstadel, zweitenniger hölzerner Steildachbau mit Traidkasten und Blockbaustall, 17./18. Jahrhundert Hofbrunnen, Granittrog, bezeichnet „1788“ | D-2-71-113-7 Wikidata | BW   |

### Hinterherberg
| Lage                       | Objekt                | Beschreibung | Akten-Nr.              | Bild |
| -------------------------- | --------------------- | --- | ---------------------- | ---- |
| Hinterherberg 7 (Standort) | Ehemals Wohnstallhaus | Blockbau-Obergeschoss über Bruchsteinmauerwerk mit Flachsatteldach, Trauf- und Giebelschrot, erstes Drittel 19. Jahrhundert, teilweise erneuert                                                                                          | D-2-71-113-8 Wikidata  | BW   |
| Hinterherberg 8 (Standort) | Wohnstallhaus         | Flachsatteldachbau, teilweise mit Blockbau-Obergeschoss und Traufschrot, im Kern Ende 18. Jahrhundert Traidkasten, erdgeschossiger Blockbau mit Satteldach, 18./19. Jahrhundert Backhaus, erdgeschossiger Satteldachbau, 19. Jahrhundert | D-2-71-113-10 Wikidata | BW   |

### Hinterreit
| Lage                     | Objekt        | Beschreibung                                                                               | Akten-Nr.              | Bild |
| ------------------------ | ------------- | ------------------------------------------------------------------------------------------ | ---------------------- | ---- |
| In Hinterreit (Standort) | Weilerkapelle | Kleiner Satteldachbau mit Dachreiter, wohl erstes Drittel 19. Jahrhundert; mit Ausstattung | D-2-71-113-11 Wikidata | BW   |

### Hitting
| Lage                 | Objekt                   | Beschreibung | Akten-Nr.              | Bild |
| -------------------- | ------------------------ | --- | ---------------------- | ---- |
| Hitting 4 (Standort) | Ehemaliges Wohnstallhaus | Flachsatteldachbau mit Blockbau-Obergeschoss, zweiseitig umlaufendem Schrot und Hochschrot, erstes Viertel 19. Jahrhundert Zuhaus, Flachsatteldachbau mit Blockbau-Obergeschoss und weitem Dachüberstand, erstes Viertel 19. Jahrhundert | D-2-71-113-38 Wikidata | BW   |
| Hitting 4 (Standort) | Kruzifix                 | Gefasster Holzcorpus, wohl Anfang 19. Jahrhundert, Kreuz mit rautenförmiger Rahmung und Wettermantel später | D-2-71-113-35 Wikidata | BW   |

### Oberauerbach
| Lage                      | Objekt      | Beschreibung                                                                                                  | Akten-Nr.              | Bild |
| ------------------------- | ----------- | --- | ---------------------- | ---- |
| Urbachstraße 1 (Standort) | Waldlerhaus | Erdgeschossiger Blockbau über hohem verputztem Steinsockel mit Flachsatteldach, zweite Hälfte 18. Jahrhundert | D-2-71-113-16 Wikidata | BW   |

### Obersteingrub
| Lage                          | Objekt     | Beschreibung                                                                          | Akten-Nr.              | Bild |
| ----------------------------- | ---------- | ------------------------------------------------------------------------------------- | ---------------------- | ---- |
| Nähe Obersteingrub (Standort) | Hofkapelle | Neubarocker Satteldachbau mit Dachreiter und Putzgliederung, um 1900; mit Ausstattung | D-2-71-113-17 Wikidata | BW   |

### Obersteinhausen
| Lage                          | Objekt     | Beschreibung | Akten-Nr.              | Bild |
| ----------------------------- | ---------- | --- | ---------------------- | ---- |
| Obersteinhausen 15 (Standort) | Bauernhaus | Zweigeschossiger Blockbau über verputztem Steinsockel mit Flachsatteldach und zweiseitig umlaufendem Schrot, Anfang 19. Jahrhundert | D-2-71-113-20 Wikidata | BW   |

### Prechhausen
| Lage                     | Objekt     | Beschreibung                                                                      | Akten-Nr.              | Bild |
| ------------------------ | ---------- | --------------------------------------------------------------------------------- | ---------------------- | ---- |
| Prechhausen 9 (Standort) | Bauernhaus | Flachsatteldachbau mit Blockbau-Obergeschoss und Traufschrot, 18./19. Jahrhundert | D-2-71-113-37 Wikidata | BW   |

### Schattenberg
| Lage                         | Objekt  | Beschreibung                                                     | Akten-Nr.              | Bild |
| ---------------------------- | ------- | ---------------------------------------------------------------- | ---------------------- | ---- |
| Schattenberg 1, 2 (Standort) | Kapelle | Flachsatteldachbau mit Dachreiter, zweite Hälfte 19. Jahrhundert | D-2-71-113-23 Wikidata | BW   |

### Unternbach
| Lage                      | Objekt    | Beschreibung                                                                      | Akten-Nr.              | Bild |
| ------------------------- | --------- | --------------------------------------------------------------------------------- | ---------------------- | ---- |
| Bei Unternbach (Standort) | Flurkreuz | Hölzernes Kruzifix mit Wettermantel und Mater Dolorosa, um 1800, Gedenktafel 1941 | D-2-71-113-36 Wikidata | BW   |

### Untersteinhausen
| Lage                                                       | Objekt  | Beschreibung                                                                           | Akten-Nr.              | Bild |
| ---------------------------------------------------------- | ------- | -------------------------------------------------------------------------------------- | ---------------------- | ---- |
| Frohnstettner Feld in der Flur Untersteinhausen (Standort) | Kapelle | Satteldachbau mit Dachreiter und Putzgliederung, wohl 19. Jahrhundert; mit Ausstattung | D-2-71-113-27 Wikidata | BW   |

### Utting
| Lage                 | Objekt                   | Beschreibung                                                                                          | Akten-Nr.              | Bild |
| -------------------- | ------------------------ | --- | ---------------------- | ---- |
| Utting 1 (Standort)  | Ehemaliges Wohnstallhaus | Zweigeschossiger Blockbau mit Flachsatteldach und zwei giebelseitigen Schroten, bezeichnet mit „1826“ | D-2-71-113-29 Wikidata | BW   |
| Kirchfeld (Standort) | Kapelle                  | Kleiner Satteldachbau, erste Hälfte 19. Jahrhundert                                                   | D-2-71-113-28 Wikidata | BW   |

### Vorderreit
| Lage                  | Objekt  | Beschreibung                                      | Akten-Nr.              | Bild |
| --------------------- | ------- | ------------------------------------------------- | ---------------------- | ---- |
| Marterlist (Standort) | Kapelle | Satteldachbau mit Putzgliederung, 19. Jahrhundert | D-2-71-113-31 Wikidata | BW   |

### Zolling
| Lage                 | Objekt                | Beschreibung                                                                      | Akten-Nr.              | Bild |
| -------------------- | --------------------- | --------------------------------------------------------------------------------- | ---------------------- | ---- |
| Zolling 3 (Standort) | Ehemaliges Bauernhaus | Zweigeschossiger Blockbau mit zweiseitig umlaufendem Schrot, Ende 18. Jahrhundert | D-2-71-113-33 Wikidata | BW   |

## Ehemalige Baudenkmäler
In diesem Abschnitt sind Objekte aufgeführt, die früher einmal in der Denkmalliste eingetragen waren, jetzt aber nicht mehr. Objekte, die in anderem Zusammenhang also z. B. als Teil eines Baudenkmals weiter eingetragen sind, sollen hier nicht aufgeführt werden. Aktennummern in diesem Abschnitt sind ehemalige, jetzt nicht mehr gültige Aktennummern.

| Lage                                   | Objekt                   | Beschreibung | Akten-Nr.              | Bild |
| -------------------------------------- | ------------------------ | --- | ---------------------- | ---- |
| Oberauerbach Urbachstraße 9 (Standort) | Ehemaliges Wohnstallhaus | Zweigeschossiger, teilweise ausgemauerter Blockbau über steinernem Sockel mit Flachsatteldach und Traufschrot, Anfang 19. Jahrhundert | D-2-71-113-15 Wikidata | BW   |
| Rothmühle Rothmühle 2 (Standort)       | Bauernhaus               | Flachsatteldachbau mit Blockbau-Obergeschoss, erste Hälfte 19. Jahrhundert, Dach später                                               | D-2-71-113-22 Wikidata | BW   |

## Abgegangene Baudenkmäler
In diesem Abschnitt sind Objekte aufgeführt, die früher einmal in der Denkmalliste eingetragen waren, jetzt aber nicht mehr existieren, z. B. weil sie abgebrochen wurden. Aktennummern in diesem Abschnitt sind ehemalige, jetzt nicht mehr gültige Aktennummern.

| Lage                             | Objekt     | Beschreibung                                               | Akten-Nr.              | Bild |
| -------------------------------- | ---------- | ---------------------------------------------------------- | ---------------------- | ---- |
| Schattenberg Lohwiese (Standort) | Wegkapelle | Kleiner offener Zeltdachbau, zweite Hälfte 18. Jahrhundert | D-2-71-113-24 Wikidata | BW   |